# Mrija
Mrija (en àrab مريجة, Mrīja; en amazic ⵎⵔⵉⵊⴰ) és una comuna rural de la província de Jerada, a la regió de L'Oriental, al Marroc. Segons el cens de 2014 tenia una població total de 3.359 persones.